# Phil Crosby
Philip Crosby (Wheeling, Virgínia de l'Oest, 18 de juny de 1926-Asheville, Carolina del Nord, 18 d'agost de 2001) va ser un empresari estatunidenc. Va contribuir a la teoria gerencial i a les pràctiques de la gestió de la qualitat.

## Història
Es va graduar en la Universitat Western Reserve. Després d'açò realitza el servici militar en la Guerra de Corea, i a partir d'aquí va començar la seua vida laboral en la línia de muntatge l'any 1952, convertint-se en director de qualitat per a Martin - Marietta (fusió de les empreses The Martin Company i American- Marietta corporative, la qual va ser l'empresa líder en venda de mescles, Ciments, substàncies químiques, tecnologia aeroespacial i electrònica), va ser ací on va desenrotllar el concepte de " Zero Defectes '.
Després de treballar el seu camí ascendent cap a l'èxit, Crosby es va convertir en Vicepresident Corporatiu i Director de Qualitat en ITT durant 14 anys. A causa del gran interés mostrat per la seua obra "la qualitat és gratuïta" (1979), va deixar d'ITT per a fundar el seu propi despatx " Philip Crosby Asociates Incorporated " i va començar a ensenyar a les organitzacions els principis "i pràctiques de qualitat tal com s'establix en el seu llibre. El 1985 la seua companyia va començar a cotitzar per $ 30 milions. Crosby sigui perfeccionant el seu enfocament de la qualitat i el 1984 pública qualitat sense plores, este últim i la qualitat és gratuïta van ser molt populars i llegits per molts gerents el que contribuí a la difusió de la importància de la qualitat. El 1991 es va retirar de Philip Crosby Associates per a llançar la carrera IV Inc, una consultora d'assessorament sobre el desenrotllament dels alts directius. Philip Crosby va morir a l'agost de 2001. Cal destacar una de les seues aportacions més rellevants, els 14 passos, en els quals explica pas a pas com una organització podia iniciar i continuar el seu moviment per la qualitat, en els 14 passos es fomentava l'increment de la qualitat i la motivació per a la participació dels empleats.

## Els catorze passos de l'administració per qualitat de Crosby
1. Compromís de la Direcció: Aclarir la posició de la direcció respecte a la qualitat.
2. Equip per a la Millora de la Qualitat: Administrar el Procés per a la Millora de la Qualitat.
3. Mesura: Proporcionar una gràfica dels incompliments presents i potencials de manera que permeti l'avaluació objectiva i l'acció correctiva.
4. Cost de la Qualitat: Definir els elements del Cost de la Qualitat (CDC) i explicar el seu ús com a eina de la Direcció.
5. Crear consciència sobre la Qualitat: Proporcionar un mètode per elevar en tots els empleats el seu interès personal en el compliment dels requisits de productes o serveis i en la reputació en qualitat de la companyia.
6. Acció Correctiva: Proporcionar un mètode sistemàtic per tal de resoldre per sempre els problemes identificats a través d'altres passos.
7. Planificació de Zero Defectes: Estudiar les diverses activitats que s'han de realitzar com a preparació per a la presentació formal del Dia de Zero Defectes (Dia del Compromís de la Qualitat)
8. Educació: Proporcionar la capacitació necessària a tots els empleats per a realitzar-forma activa el seu paper el Procés per a la Millora de la Qualitat.
9. Celebració del Dia Zero Defectes: Crear un esdeveniment que permeti a cada individu adonar-se, a través de l'experiència personal, que ha produït un canvi.
10. Fixar Fites: Convertir les promeses i els compromisos en accions, encoratjant a les persones a fixar metes de millora per a elles mateixes i per als grups de treball als quals pertanyen.
11. Eliminació de Causes d'Error: Proporcionar a cada individu un mètode per comunicar a la Direcció les situacions que li impedeixen millorar.
12. Reconeixement: Apreciar als que participen.
13. Consells de Qualitat: reunir a la gent adequada per intercanviar informació sobre l'administració de la qualitat, en forma regular.
14. Repetir tot el Procés: Assegurar-se que el Procés per a la Millora de la Qualitat mai acabi.[4]

## Les 6 C de Crosby
1. Comprensió: La comprensió comença en el nivell directiu, amb la identificació i comprensió total dels quatre principis fonamentals de l'administració per qualitat, i acaba amb la comprensió de tot el personal.
2. Compromís: En el compromís, l'organització, liderada per l'administració, estableix un compromís amb la qualitat i amb els seus quatre principis fonamentals.
3. Competència: Per aconseguir la competència, es defineix un mètode o pla en l'organització, que garanteixi que tots entenen i tenen oportunitat de participar en la millora de la qualitat.
4. Comunicació: L'organització ha de comptar amb un pla de comunicació que ajudi a documentar i difondre les històries d'èxit.
5. Correcció: La correcció implica comptar amb un sistema formal que inclogui tots els departaments i empleats, perquè ataquin els problemes d'incompliment.
6. Continuïtat: Per a garantir la continuïtat s'ha de donar a la qualitat la prioritat número u entre els aspectes importants del negoci.

## Les tres T de Crosby
Temps - Talent - Tresor
Actualment, Philip Crosby Associates és la consultora en Gestió de la Qualitat més gran i experimentada del món, el que demostra la "qualitat" d'aquest guru de l'administració de qualitat moderna.

## Llibres
- (1979) La calidad no cuesta nada
- (1981) El Arte de hacer que las cosas sucedan
- (1984) Calidad Sin Lagrimas
- (1988) La Organización Permanentemente Exitosa
- (1989) Hablemos de Calidad
- (1990) Liderazgo: El arte de convertirse en un ejecutivo
- (1994) Eliminando los costos de Calidad
- (1995) Reflexiones sobre Calidad
- (1996) La Calidad sigue sin costar
- (1997) Los Absolutos de Liderazgo
- (1999) La Calidad y Yo